# Quebrada Caracoles
Quebrada Caracoles är ett periodiskt vattendrag i Chile.   Det ligger i regionen Región de Antofagasta, i den norra delen av landet, 1 100 km norr om huvudstaden Santiago de Chile.
Runt Quebrada Caracoles är det i huvudsak tätbebyggt. Runt Quebrada Caracoles är det glesbefolkat, med 12 invånare per kvadratkilometer.